# Eueremaeus proximus
Eueremaeus proximus är en kvalsterart som först beskrevs av Berlese 1916.  Eueremaeus proximus ingår i släktet Eueremaeus och familjen Eremaeidae. Inga underarter finns listade i Catalogue of Life.